# Mary Ann Gomes

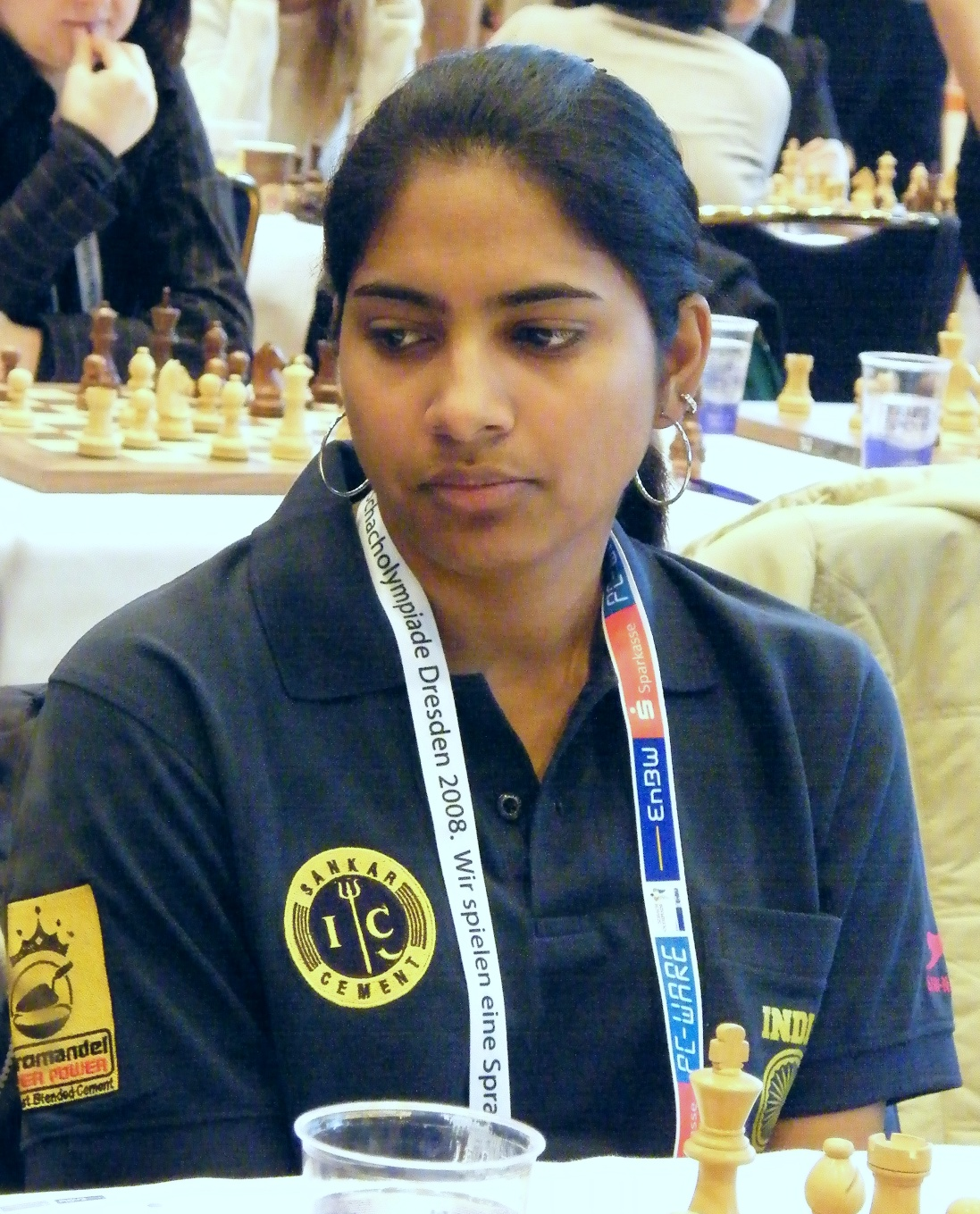
Mary Ann Gomes bij de Schaakolympiade 2008

Mary Ann Gomes (Calcutta, West-Bengalen, 19 september 1989) is een Indiase schaakster. Ze is sinds 2008 een grootmeester bij de vrouwen (WGM). Drie keer was ze vrouwenkampioen van India.

## Schaakcarrière
Gomes werd geboren in Calcutta. Het eerste schaaktoernooi waaraan ze deelnam was het Indiase jeugdkampioenschap, categorie tot 9 jaar, gehouden in 1998. In 1999 won ze in Ahmedabad het Aziatische jeugdkampioenschap in de categorie meisjes tot 10 jaar. In 2003 en 2004 nam ze deel aan Schaakolympiades voor spelers tot 16 jaar. In 2005 won ze het Aziatische jeugdkampioenschap in de categorie meisjes tot 16 jaar, gehouden in Namangan, Oezbekistan. Sinds 2005 kreeg ze training in de Dibyendu Barua Schaak-academie in Calcutta.
Bij het wereldkampioenschap schaken voor jeugd, in de categorie meisjes tot 18 jaar, gehouden in 2006 in Batoemi, eindigde ze als derde. Het Aziatisch kampioenschap voor jeugd (meisjes) won ze in 2006 in New Delhi, in 2007 in Mumbai (8,5 pt. uit 9) en in 2008 in Chennai (7,5 pt. uit 9).
Gomes won drie keer het Indiase vrouwenkampioenschap, in 2011, 2012 en 2013.

## Titels
In augustus 2005 verkreeg ze de titel Internationaal Meester bij de vrouwen (WIM). De normen hiervoor behaalde ze in januari 2005 bij het 3e Parsvnath Internationaal Toernooi in Delhi, in mei 2005 in Bangalore bij haar eerste deelname aan een Indiaas vrouwenkampioenschap, waarbij ze tweede werd, achter Nisha Mohota, en door het winnen van het Aziatisch jeugdkampioenschap in de categorie meisjes tot 16 jaar in juni 2005 in Namangan.
Sinds juni 2008 heeft ze de titel grootmeester bij de vrouwen (WGM). De normen hiervoor behaalde ze in april 2006 in de A-groep van het 32e Indiase vrouwenkampioenschap in Visakhapatnam, en door het winnen van de Aziatische juniorenkampioenschappen (meisjes) in 2006 en 2007. Na Nisha Mohota is ze de tweede vrouw uit Bengalen, die de vrouwengrootmeestertitel behaalde.
In januari 2015 was ze nummer 6 op de Indiase Elo-ranglijst van schaaksters.

## Nationale teams
Met het Indiase vrouwenteam nam Mary Ann Gomes deel aan de Schaakolympiades in 2006, 2008 (als reservespeelster), 2012 en 2014. Bij de Schaakolympiade 2008 in Dresden ontving ze een individuele zilveren medaille voor haar resultaat 6 pt. uit 8.
Aan het WK landenteams voor vrouwen nam ze deel in 2009 en 2013 en behaalde in 2013 de derde score aan het vierde bord.
Ze nam deel aan de Aziatische teamkampioenschappen voor vrouwen van 2005, 2009 (in het tweede team), 2012 en 2014. Met het team bereikte ze in 2005, 2012 en 2014 de tweede plaats. Individueel had ze in 2005 het tweede resultaat aan het vierde bord, 3 pt. uit 5, en in 2014 het derde resultaat aan het vierde bord, 2,5 pt. uit 4.

## Externe koppelingen
- (en)   Informatie over schaakpartijen van Mary Ann Gomes op ChessGames.com
- (en)   Informatie over schaakpartijen van Mary Ann Gomes op 365chess.com
- (en)  FIDE-ratinggegevens voor Mary Ann Gomes